# Konsulat (Francja)

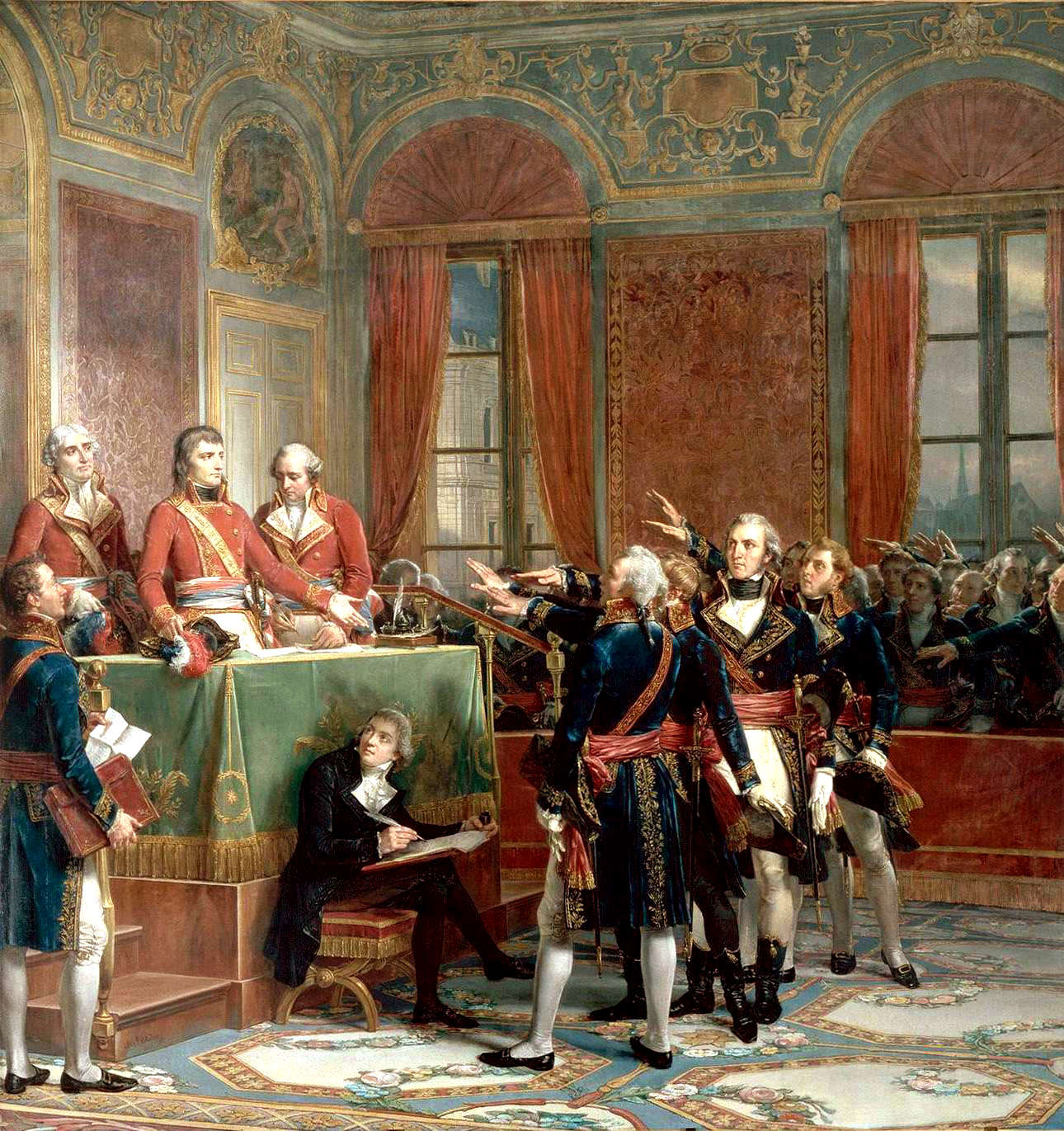
Trzech konsulów w okresie 1799–1804 (od lewej): Cambacérès, Bonaparte, Lebrun

Konsulat – okres rządów we Francji od zamachu 18 brumaire’a roku VIII (9 listopada 1799) zorganizowanego przez Napoleona Bonapartego do czasu wprowadzenia przez Napoleona I Cesarstwa 18 maja 1804 (uchwalenie cesarstwa przez Senat; 2 grudnia 1804 Napoleon się koronuje). Konsulat jest tym samym określeniem najwyższego organu władzy publicznej we Francji tego okresu, pełniącego funkcję głowy państwa i rządu. Władzę sprawowali wówczas trzej konsulowie z kadencją dziesięcioletnią. Faktycznie władza spoczywała na pierwszym konsulu – Napoleonie (po plebiscycie w 1802 dożywotni konsul), dwóch pozostałych konsulów miało głos doradczy.

## Konsulowie
- Pierwszy Konsul:
  - Napoleon Bonaparte (9 listopada 1799 – 18 maja 1804; od 1802 konsul dożywotni)
- Drugi Konsul:
  - Emmanuel-Joseph Sieyès (9 listopada 1799 – 24 grudnia 1799)
  - Jean-Jacques Régis Cambacérès (27 grudnia 1799 – 18 maja 1804)
- Trzeci Konsul:
  - Roger Comte de Ducos (9 listopada 1799 – 27 grudnia 1799)
  - Charles François Lebrun (27 grudnia 1799 – 18 maja 1804)

## Instytucje francuskie okresu konsulatu
W okresie Konsulatu powstały instytucje i urzędy, które przyczyniły się do unowocześnienia państwa i które utrzymują się we Francji – choć nie bez zmian – do dziś: Bank Francji, Rada Stanu, prefekci, podprefekci, merowie, Kodeks Napoleona.